# The Bells
Pour les articles homonymes, voir The Bells (homonymie).
Albums de Lou Reed
Live: Take No Prisoners
(1978) Growing Up in Public
(1980)
The Bells est le neuvième album de Lou Reed, sorti en 1979.

## Titres
| 1. | Stupid Man                | Lou Reed, Nils Lofgren                                                  | 2:33 |
| 2. | Disco Mystic              | Lou Reed, Ellard Boles, Marty Fogel, Michael Fonfara, Michael Suchorsky | 4:30 |
| 3. | I Want to Boogie With You | Lou Reed, Michael Fonfara                                               | 3:55 |
| 4. | With You                  | Lou Reed, Nils Lofgren                                                  | 2:21 |
| 5. | Looking for Love          | Lou Reed                                                                | 3:29 |
| 6. | City Lights               | Lou Reed, Nils Lofgren                                                  | 3:22 |

| 7. | All Through the Night | Lou Reed, Don Cherry   | 5:00 |
| 8. | Families              | Lou Reed, Ellard Boles | 6:09 |
| 9. | The Bells             | Lou Reed, Marty Fogel  | 9:17 |

## Musiciens
- Lou Reed : chant, guitare, basse, synthétiseur
- Ellard « Moose » Boles : guitare, basse, synthétiseur, chœurs
- Don Cherry : guitare, trompette
- Marty Fogel : ocarina, saxophones, guitare (9)
- Michael Fonfara : piano électrique, claviers, synthétiseurs, chœurs
- Michael Suchorsky : batterie